# فوتوپیروالکتریک
'''فوتوپیروالکتریک''' به معنای هر سیستم نوری با استفاده از آشکارساز پیروالکتریک یا سیستم تصویربرداری است. علاوه بر این، پیروالکتریک را می‌توان به عنوان قابلیت اجزای تشکیل دهنده ولتاژ گذرا هنگام گرم شدن یا سرد شدن نشان داد. هنگامی که دمایی که آنها به آن وابسته هستند تغییر کند، موقعیت اتم کمی در ساختار بلوری تغییر می کند.  این فرآیند تغییر را می توان به عنوان قطبی شدن مواد نیز نامید. در نتیجه، ولتاژ روی کریستال با این تغییر در قطبش ایجاد می شود. برای توضیح بیشتر، وقتی دمای موتور برای مدتی ثابت نگه داشته شود، ولتاژ فتوولتاژ به دلیل جریان نشتی به تدریج از بین می رود. از این نظر، نشت عمدتاً به روش‌های مختلفی ایجاد می‌شود، برای مثال، عبور الکترون‌ها از کریستال، عبور یون‌ها از هوا، یا نشت جریان از طریق یک ولت متر متصل به کریستال.

## پایه فنی فوتوپیروالکتریک
فوتوپیروالکتریک به تکنیک سیستم بهینه اشاره دارد که عمدتاً مبتنی بر سیستم خیالی و آشکارساز پیروالکتریک است.

### آشکارساز پیروالکتریک

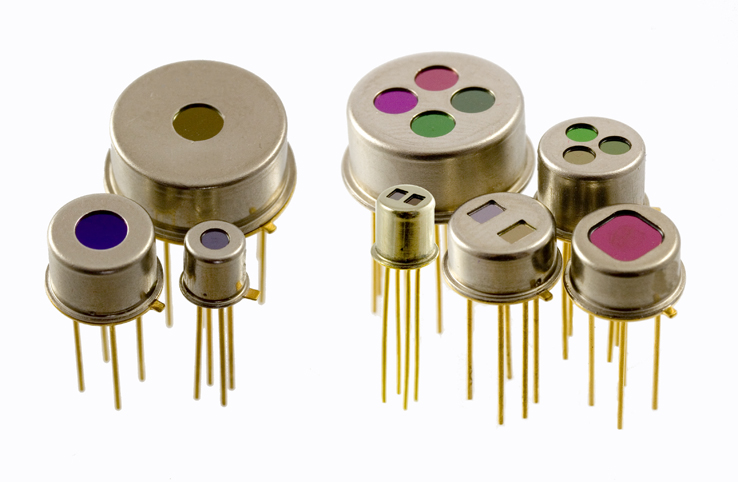

از نظر آشکارساز پیرو الکتریک، می توان از آن به عنوان یک سنسور برای پشتیبانی از سیستم استفاده کرد. با توجه به ویژگی های محور تک قطبی کریستال پیروالکتریک، با عدم تقارن مشخص می شود. قطبش ناشی از تغییرات دما، به اصطلاح اثر پیرالکتریک، در حال حاضر به طور گسترده در فناوری حسگر استفاده می شود. بلورهای پیروالکتریک برای آماده شدن باید بسیار نازک باشند و در جهتی عمود بر محور قطبی آبکاری شوند. یک لایه جاذب (لایه سیاه کننده) نیز روی الکترود بالایی لازم است. هنگامی که این لایه جذب کننده در معرض تابش مادون قرمز قرار می گیرد، تراشه پیروالکتریک گرم شده و یک الکترود سطحی تولید می کند.. گر مقدار تابش قطع شود، بار مخالف جهت قطبش ایجاد می شود. با این حال، این شارژ بسیار کوچک است، بنابراین شارژ قبل از اینکه توسط مقاومت داخلی کریستال خنثی شود، توسط ترانزیستورهای اثر میدانی با نویز بسیار کم و نشتی بسیار کم (JFET) یا تقویت کننده های عملیاتی (OpAmp) به ولتاژ سیگنال تبدیل می شود.. به عنوان مثال، در یک طیف‌سنج فروسرخ فوریه، یک ترموپیل تنها می‌تواند در چند هرتز بهتر عمل کند.به عنوان مثال، در یک طیف‌سنج فروسرخ فوریه، یک ترموپیل تنها می‌تواند در چند هرتز بهتر عمل کند.

### سیستم خیالی

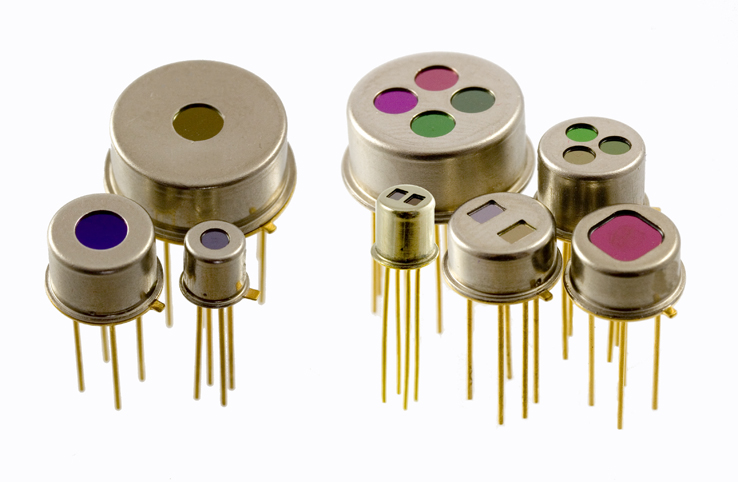

از نظر آشکارساز پیرو الکتریک، می توان از آن به عنوان یک سنسور برای پشتیبانی از سیستم استفاده کرد. با توجه به ویژگی های محور تک قطبی کریستال پیروالکتریک، با عدم تقارن مشخص می شود. قطبش ناشی از تغییرات دما، به اصطلاح اثر پیرالکتریک، در حال حاضر به طور گسترده در فناوری حسگر استفاده می شود. بلورهای پیروالکتریک برای آماده شدن باید بسیار نازک باشند و در جهتی عمود بر محور قطبی آبکاری شوند. یک لایه جاذب (لایه سیاه کننده) نیز روی الکترود بالایی لازم است. هنگامی که این لایه جذب کننده در معرض تابش مادون قرمز قرار می گیرد، تراشه پیروالکتریک گرم شده و یک الکترود سطحی تولید می کند.. گر مقدار تابش قطع شود، بار مخالف جهت قطبش ایجاد می شود. با این حال، این شارژ بسیار کوچک است، بنابراین شارژ قبل از اینکه توسط مقاومت داخلی کریستال خنثی شود، توسط ترانزیستورهای اثر میدانی با نویز بسیار کم و نشتی بسیار کم (JFET) یا تقویت کننده های عملیاتی (OpAmp) به ولتاژ سیگنال تبدیل می شود.. به عنوان مثال، در یک طیف‌سنج فروسرخ فوریه، یک ترموپیل تنها می‌تواند در چند هرتز بهتر عمل کند.به عنوان مثال، در یک طیف‌سنج فروسرخ فوریه، یک ترموپیل تنها می‌تواند در چند هرتز بهتر عمل کند.
از نظر سیستم خیالی، یک اصطلاح کلی برای انواع مختلف سیستم های حسگر از راه دور است که تصاویر سنجش از راه دور از اشیاء را بدون عکاسی به دست می آورند. سکن معمولاً برای تصویربرداری، ضبط نوار یا ضبط غیر مستقیم روی فیلم استفاده می شود. با توجه به ساختار سیستم، روش اسکن و قطعات آشکارساز به طور تقریبی به موارد زیر تقسیم می شوند: 1. اسکن اپتومکانیکی مانند اسکنرهای چند طیفی. از آینه برای اسکن سطح جسم استفاده می شود و داده های تصویر پس از تقسیم، شناسایی و تبدیل فوتوالکتریک به خروجی می رسند. 2. اسکن الکترونیکی به عنوان مثال، دوربین تلویزیون هدایت کننده پرتو برگشتی، یک روش اسکن سمت تصویر است. فرآیند تصویربرداری نوری روی سطح هدف راهنمای نور است و سیگنال پس از اسکن توسط پرتو الکترونی تقویت شده و خروجی می‌شود. 3. خود اسکن قوی به عنوان مثال، سنسور اسکن فوتوالکتریک ماهواره فرانسوی SPOT نیز یک روش اسکن تصویر است. این جسم توسط یک عدسی شیئی بر روی یک آرایه آشکارساز متشکل از تعداد زیادی دستگاه شارژ (CCD) که به صورت فوتوالکتریک تبدیل و خروجی می شوند، تصویربرداری می شود. 4. اسکن آنتن مانند رادار نمای جانبی که یک سیستم تصویربرداری سنجش از دور فعال است که یک روش اسکن سطحی است. پرتو مایکروویو را از طریق آنتن می فرستد و پژواک منعکس شده توسط صحنه را دریافت می کند که دمودوله شده و خروجی می شود.

## استفاده از فوتوپیروالکتریک

### کالریمتری فوتوپیروالکتریک مواد کامپوزیت
استفاده از اپتوالکترونیک به ما می گوید که ساختارهای اپتوالکترونیکی قبلی برای بررسی بازده حرارتی مواد خاصی که کامپوزیت بوده و به عنوان یک لاینر در واحد تشخیص قرار داده شده اند، استفاده می شده است. این تکنیک به فرآیند اسکن ضخامت سیال جفت شده (روش TWRC) بستگی دارد. دو کامپوزیت ویژه برای این مطالعه انتخاب شد: (1) مایع: نانوسیال مبتنی بر آب و حاوی نانوذرات طلا (2) نوع جامدتر: اوره - اسید فوماریک یوتکتیک به نسبت 1:1. مشخص شده است که نفوذ حرارتی مستقل از حجم و غلظت در ذرات طلا است. با توجه به یوتکتیکی که با اسید اوره-فوماریک مشخص می شود، می توان به طور منطقی نتیجه گرفت که ارزش ترکیب گرما نفوذ پذیر کاملاً متفاوت از مقدار ماده خام خالص است. این نشان دهنده تولید ترکیبات است.
کالریمتری فوتوپیروالکتریک خودسازگار برای مایعات این فتوپیروالکتریک همچنین نشان می دهد که ساختار فتوپیروالکتریک جلویی (FPPE) نیز مهم است. علاوه بر این، به وضوح روش حفره تشدید کننده امواج حرارتی (TWRC) را توضیح می دهد که برای بررسی تحرک حرارتی و انتشار مایعات طراحی شده است. نشان داده است که همین نوع فناوری قادر به تولید انواع پارامترهای حرارتی استاتیکی و دینامیکی است. علاوه بر این، دو مورد از این پارامترها به روشی ساده بررسی و محاسبه می شوند، در حالی که دو مورد دیگر هنوز به طور غیر مستقیم محاسبه می شوند..این روش اصل پایداری را نشان می دهد که مایعات خاصی مانند روغن های مختلف، آب، گلیسیرین، اتیلن گلیکول و موارد مشابه را مورد مطالعه قرار می دهد.

## اثر فوتوپیروالکتریک و اندازه گیری پیروالکتریک
با توجه به پردازش سیال، اثر فوتوالکتریک و اندازه‌گیری و تفریق ترموالکتریک بین نمونه و آشکارساز، فناوری نوری الکترونیکی مورد استفاده در توزیع استاندارد به طور سیستماتیک نفوذ حرارتی نمونه جامد را دست‌کم می‌گیرد. به منظور رفع اثرات منفی در فرآیند تصفیه مایعات در این مطالعه، روشی کاملاً جدید پیشنهاد خواهد شد. این بستگی به کاربرد حسگر ترموالکتریک شفاف و همچنین جفت شفاف سیال و همچنین فرآیند خود استانداردسازی دارد. از این نظر، اندازه گیری نمونه هایی از کدورت و استحکام دقیق نفوذ حرارتی و همچنین ضریب جذب نور نمونه های جامد نیمه شفاف آسان است.

## فوتوپیروالکتریک برای حرارتی همزمان
مطالعات ترموفیزیکی نمایش فوتوالکترون برای گرمایش همزمان در بسیاری از علوم دانشگاهی مرتبط بسیار مهم و حیاتی است. ظرفیت گرمایش ارتباط نزدیکی با ریزساختار ماده تایید شده دارد و در نظارت بر محتوای انرژی سیستم مهم است. بنابراین، کالری‌سنجی نقش مهمی در فهرست‌بندی سیستم‌های فیزیکی دارد، به‌ویژه در مرحله انتقال که نوسانات انرژی بسیار مهم است. این مقاله توانایی فن‌آوری فتوترموگرافی را برای مطالعه تغییرات حرارت خاص و سایر پارامترهای حرارتی با دما خلاصه می‌کند و ارتباط نزدیکی با انتقال دارد. صل کار در مبانی نظری اعمال می شود و ساختار تجربی و مزایای اضافی فناوری در مقایسه با فناوری سنتی به تفصیل شرح داده شده است.  ادغام در تنظیمات کالریمتری امکان انجام مطالعات کالریمتری را فراهم می کند و در عین حال ماهیت مکمل خواص نوری، ساختاری و الکتریکی را نیز به تصویر می کشد. این مقاله نتایج تفکیک دمای بالا را برای چندین پارامتر انتقال فاز در سیستم‌های مختلف تحت پیکربندی‌های مختلف ممکن بررسی می‌کند.

## پیکربندی بهینه سنسور پیروالکتریک در تکنیک فوتوپیروالکتریک
پیکربندی بهینه سنسورهای پیروالکتریک در فناوری نوری. نشان داده شده است که در مورد توان لیزر ثابت، پاسخ سنسور پیرالکتریک به توزیع فضایی شدت پرتو لیزر بستگی ندارد. بنابراین، بسته به مدل ولتاژ، دامنه سیگنال با محدوده موثر سنسور نسبت معکوس خواهد داشت. علاوه بر این، سیگنال ترموالکتریک ممکن است زمانی افزایش یابد که ناحیه موثر کاهش یابد و مساحت کل سنسور ثابت بماند. بر این اساس، با بهینه سازی ساختار الکترود فلزی سنسور، روشی برای بهبود سیگنال PPE اندازه گیری شده در حالت ولتاژ پیشنهاد شده است. آزمایش نشان می دهد که این روش بهبود یافته می تواند دامنه سیگنال را 10 برابر بدون افزایش نویز الکتریکی افزایش دهد.

## کمبود فتوپیروالکتریک
انواع کمبود
به اصطلاح نقص سطح اجزای نوری عمدتاً به راشیتیسم سطحی و آلودگی های سطحی اشاره دارد. راشیتیسم سطحی به عیوب مختلف پردازشی مانند سوراخ شدن، خراش، حباب های باز، لبه های شکسته و لکه های شکسته روی سطح اجزای نوری صیقلی اشاره دارد. دلیل اصلی پردازش یا پردازش بعدی است. خراش، خراش روی سطح یک قطعه نوری است. با توجه به طول خراش، می توان آن را به خراش های بلند و خراش های کوتاه با محدودیت 2 میلی متر تقسیم کرد. اگر طول خراش بیشتر از 2 میلی متر باشد، خراش طولانی و اگر کمتر از 2 میلی متر باشد، خراش کوتاه است.  برای خراش های کوتاه، معیار ارزیابی تشخیص طول تجمعی آنهاست. به طور نسبی، تشخیص خراش ها آسان تر از عیوبی مانند سوراخ شدن است.
حفره به حفره ها و عیوب روی سطح یک جزء نوری اشاره دارد. زبری سطح در گودال زیاد، عرض و عمق تقریباً یکسان و لبه ها نامنظم است. به طور معمول، عیوب با نسبت ابعاد بیشتر از 4:1 خش هستند، در حالی که عیوب کمتر از 4:1 حفره دار هستند.
حباب ها توسط گازهایی تشکیل می شوند که به موقع در طول ساخت یا پردازش جزء نوری حذف نمی شوند. از آنجایی که فشار گاز در هر جهت به طور مساوی توزیع شده است، شکل حباب معمولاً کروی است.
لبه های شکسته انتقادی بر لبه اجزای نوری است. اگرچه خارج از ناحیه موثر منبع نور است، اما منبع پراکندگی نور نیز هست که بر عملکرد نوری نیز تاثیر دارد.
تأثیر منفی ناشی از کمبود
راشیتیسم سطحی، به عنوان یک نقص موضعی میکروسکوپی ناشی از فرآیند دست ساز، تأثیر خاصی بر روی خواص سطحی اجزای نوری دارد که ممکن است منجر به عواقب جدی مانند خطاهای عملکرد ابزار نوری شود. به طور خلاصه، عیوب سطحی اجزای نوری می‌تواند برای عملکرد سیستم‌های نوری مضر باشد و علت اصلی، ویژگی‌های پراکندگی نور است. آسیب عیوب سطح اجزای نوری به خود و کل سیستم نوری در جنبه های زیر آشکار می شود:
(1) کیفیت پرتو کاهش می یابد. نقص پراکندگی سطحی جزء باعث ایجاد اثر پراکندگی نور می شود، به طوری که انرژی پرتو پس از عبور از عیب بسیار مصرف می شود و در نتیجه کیفیت پرتو کاهش می یابد. (2) اثر حرارتی نقص. از آنجایی که ناحیه ای که عیوب سطحی در آن قرار دارد، انرژی بیشتری نسبت به مناطق دیگر جذب می کند، پدیده اثر حرارتی ممکن است باعث تغییر شکل جزئی موضعی قطعه، آسیب به لایه فیلم و غیره شود و در نتیجه به کل سیستم نوری آسیب برساند. (3) آسیب به سایر اجزای نوری در سیستم. در یک سیستم لیزری، تحت تابش پرتو لیزر پرانرژی، نور پراکنده تولید شده توسط سطح قطعه توسط سایر اجزای نوری سیستم جذب می شود و در نتیجه نور ناهموار دریافت شده توسط قطعه ایجاد می شود.وقتی به آستانه آسیب مواد جزء نوری رسید. کیفیت نور ارسالی تحت تأثیر قرار می گیرد و اجزای نوری آسیب می بینند که احتمال آسیب جدی به سیستم نوری بیشتر است.
(4) راشیتیسم می تواند بر تمیزی میدان دید تأثیر بگذارد. هنگامی که راشیتیسم بیش از حد در اجزای نوری وجود داشته باشد، زیبایی میکروسکوپی را تحت تأثیر قرار می دهد. علاوه بر این، سوسک ها گرد و غبار ریز، میکروارگانیسم ها، پودر پولیش و سایر ناخالصی ها را به جا می گذارند که باعث خوردگی، کپک زدن و مه آلود شدن اجزا می شود. به طور قابل توجهی بر عملکرد اصلی قطعه تأثیر می گذارد.